# Puchenii Mari
Puchenii Mari é uma comuna romena localizada no distrito de Prahova, na região de Muntênia. A comuna possui uma área de 54.92 km² e sua população era de 8834 habitantes segundo o censo de 2007.